# Криг, Кристин
Кристи́н Криг (нем. Christine Krieg) — швейцарская кёрлингистка.

## Достижения
- Чемпионат Европы по кёрлингу: золото (1985), бронза (1990).
- Чемпионат Швейцарии по кёрлингу среди смешанных команд: золото (1989)[1].

## Команды
| Сезон                                          | Четвёртый          | Третий       | Второй               | Первый             | Турниры   |
| ---------------------------------------------- | ------------------ | ------------ | -------------------- | ------------------ | --------- |
| 1985—86                                        | Жаклин Ландольт    | Кристин Криг | Марианн Ульман       | Сильвия Бенуа      | ЧЕ 1985   |
| 1990—91                                        | Кристина Лестандер | Кристин Криг | Николь Отликер       | Кристина Гартенман | ЧЕ 1990   |
| Кёрлинг среди смешанных команд (mixed curling) |                    |              |                      |                    |           |
| 1989                                           | Штефан Карнусян    | Кристин Криг | Traugott Ellenberger | Corina Schindler   | ЧШСК 1989 |

(скипы выделены полужирным шрифтом)